# Millettia laurentii

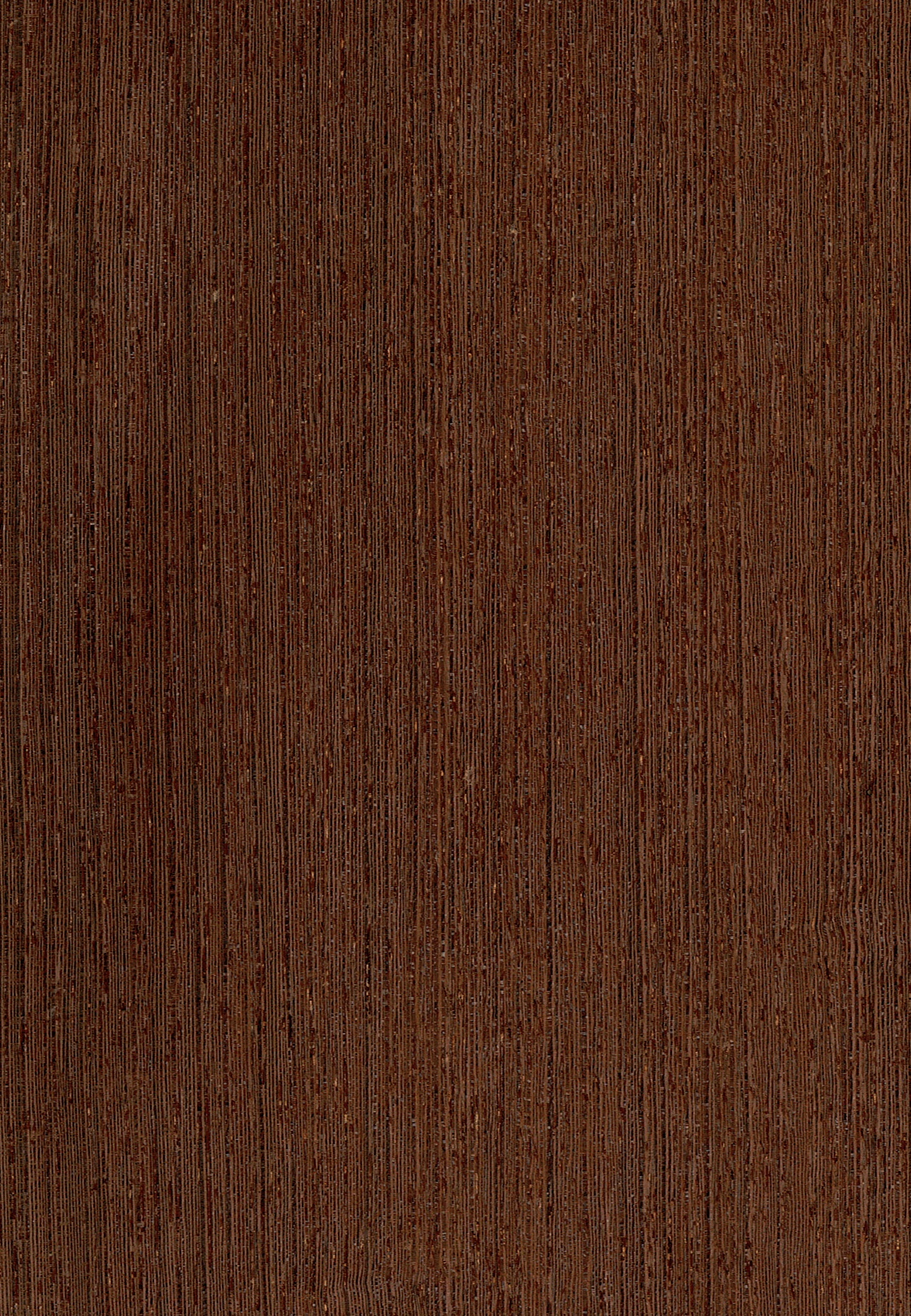
Superficie aserrada en cuartos

Millettia laurentii es un árbol leguminoso de África y originario de la República del Congo, la República Democrática del Congo, Camerún, Gabón y Guinea Ecuatorial. La especie figura como "en peligro de extinción" en la Lista Roja de la UICN, principalmente debido a la destrucción de su hábitat y la sobreexplotación maderera. Los árboles de esta especie tienen una altura entre los 18 y los 27 m, con un diámetro de tronco de 1-1,2 m. El wengué, una madera de color oscuro, es el producto de Millettia laurentii. Otros nombres que se usan a veces para el wengué incluyen ébano falso, dikela, mibotu, bokonge y awong. El color distintivo de la madera está estandarizado como color "wengué" en muchos sistemas.

## Madera
El wengué ( /ˈwɛŋɡeɪ/ WENG -gay) es una madera tropical, de color muy oscuro con una figura y un patrón distintivos. La madera es pesada y dura, apta para suelos y escaleras.[cita requerida]
Varios fabricantes de instrumentos musicales emplean wengué en sus productos. Mosrite lo usó para las carrocerías de sus modelos Brass Rail. Ibáñez y Cort lo utilizan para los mástiles de cinco piezas de algunos de sus bajos eléctricos. Los bajos eléctricos Warwick utilizan wengué de origen FSC para diapasones y mástiles a partir de 2013. Yamaha también lo utiliza como la capa central de sus tambores Absolute Hybrid Maple.
Esta madera es popular en el torneado de madera segmentado debido a su estabilidad dimensional y contraste de color cuando se mezcla con maderas más claras como el arce. Esto hace que sea especialmente procurado en la fabricación de bastones de madera y tableros de ajedrez de alta gama.
La madera de wengué se utiliza a veces en la fabricación de arcos de tiro con arco, en particular como un laminado en la producción de arcos planos. También se puede usar en la fabricación de rieles o bloques de pasadores en dulcimers martillados.
La madera también se puede utilizar para kendamas. Aunque un ken podría estar hecho completamente de wengué, generalmente se usa para sustituir una parte de las copas grandes/pequeñas mientras que el resto del ken está hecho de una madera más suave y menos densa. Esta concentración de peso en la copa grande y/o pequeña facilita trucos de equilibrio como los lunares.

## Riesgos para la salud
El polvo producido al cortar o lijar el wengué puede causar una dermatitis similar a los efectos de la hiedra venenosa y es irritante para los ojos. El polvo también puede causar problemas respiratorios y somnolencia.[cita requerida] Las astillas son sépticas, similares a las del corazón verde (la madera de Chlorocardium rodiei ).